# Lyubomir Ivanov

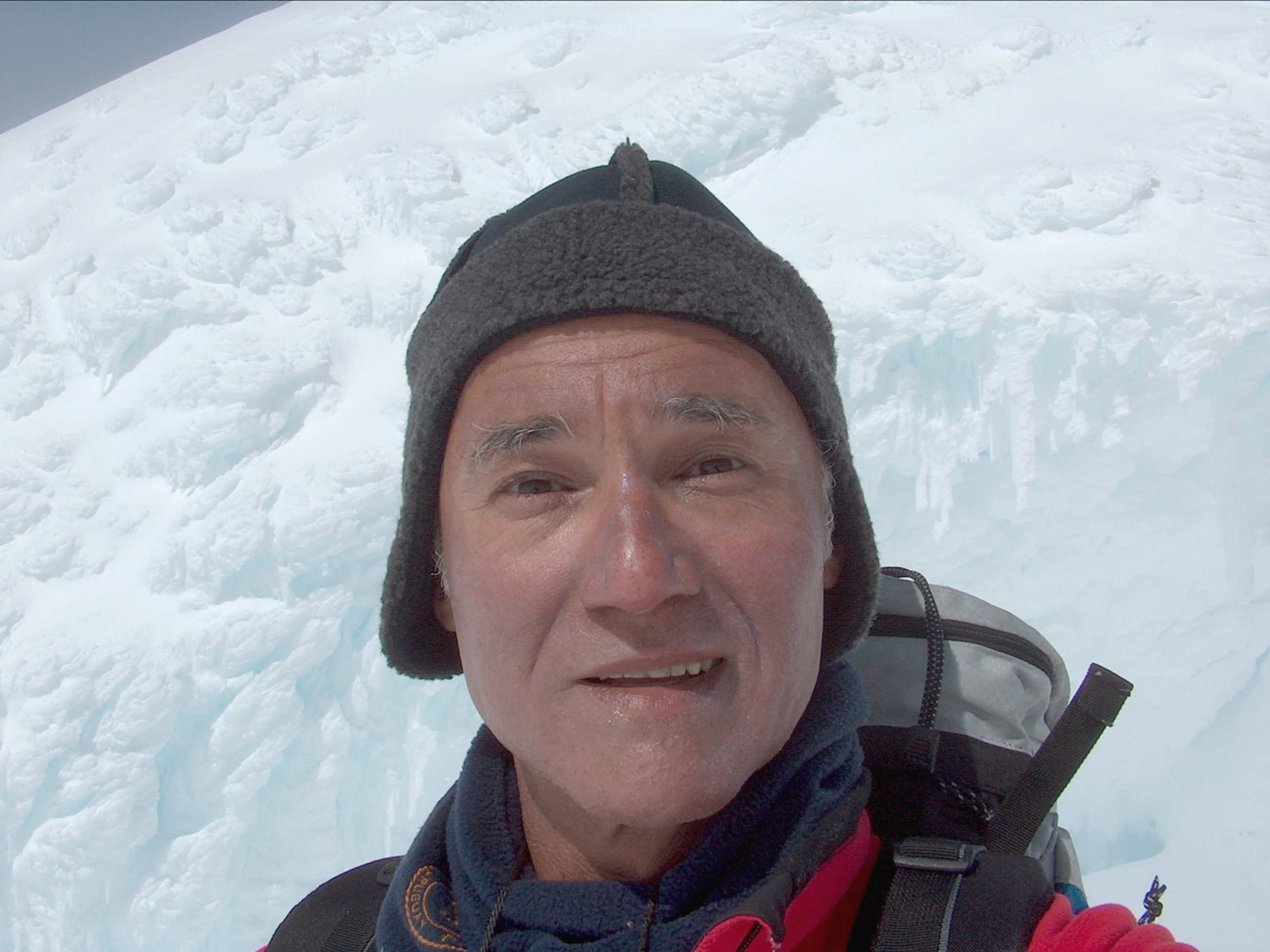
Lyubomir Ivanov.

Lyubomir Ivanov (en búlgaro: Любомир Иванов, (n. 7 de octubre de 1952 en Sofía, Bulgaria) es un científico, activista y explorador de la Antártida.  En 1977 se graduó de la Universidad de Sofía con un título de Máster en matemáticas, y en 1980 obtuvo un PhD de la Universidad de Sofía, con una disertación sobre Espacios Operativos Iterativos. En 1987 fue ganador de la Premio Acad. Nikola Obreshkov, el más alto galardón búlgaro en matemática.

## Trabajo académico y ONG
En 1990 fue designado jefe del Departamento de Lógica Matemática en el Instituto de Matemáticas e Informática, Academia de Ciencias de Bulgaria, hasta 2009. Fue el autor del sistema moderno de romanización del alfabeto búlgaro adoptada para el uso oficial de Bulgaria, y también por la ONU en 2012, y por el EE. UU. y el Reino Unido en 2013. Ivanov ofreció su acercamiento a la transliteración también para otros alfabetos cirílico, incluido el alfabeto ruso.
En el período 1986-1988 organizó una exitosa campaña disidente en contra de la candidatura de Sofía para albergar en la ciudad y la adyacente Montaña Vitosha los Juegos Olímpicos de Invierno de 1992 y 1994.
Ha ayudado a fundar el Atlantic Club de Bulgaria, del cual fue Presidente entre 2001 al 2009. En 1994 fundó la Manfred Wörner Foundation, una organización dedicada a la cooperación transatlántica.  Desde el 2006 es miembro del Streit Council Advisory Board, Washington.  Y desde 1994 es presidente de la Comisión Búlgara para los Topónimos Antárticos.

## Carrera política
Ivanov fue miembro del Parlamento de Bulgaria, siendo Presidente del grupo parlamentario del Partido Verde. También ha sido secretario parlamentario para el ministro de Relaciones Exteriores de Bulgaria.

## Expediciones antárticas

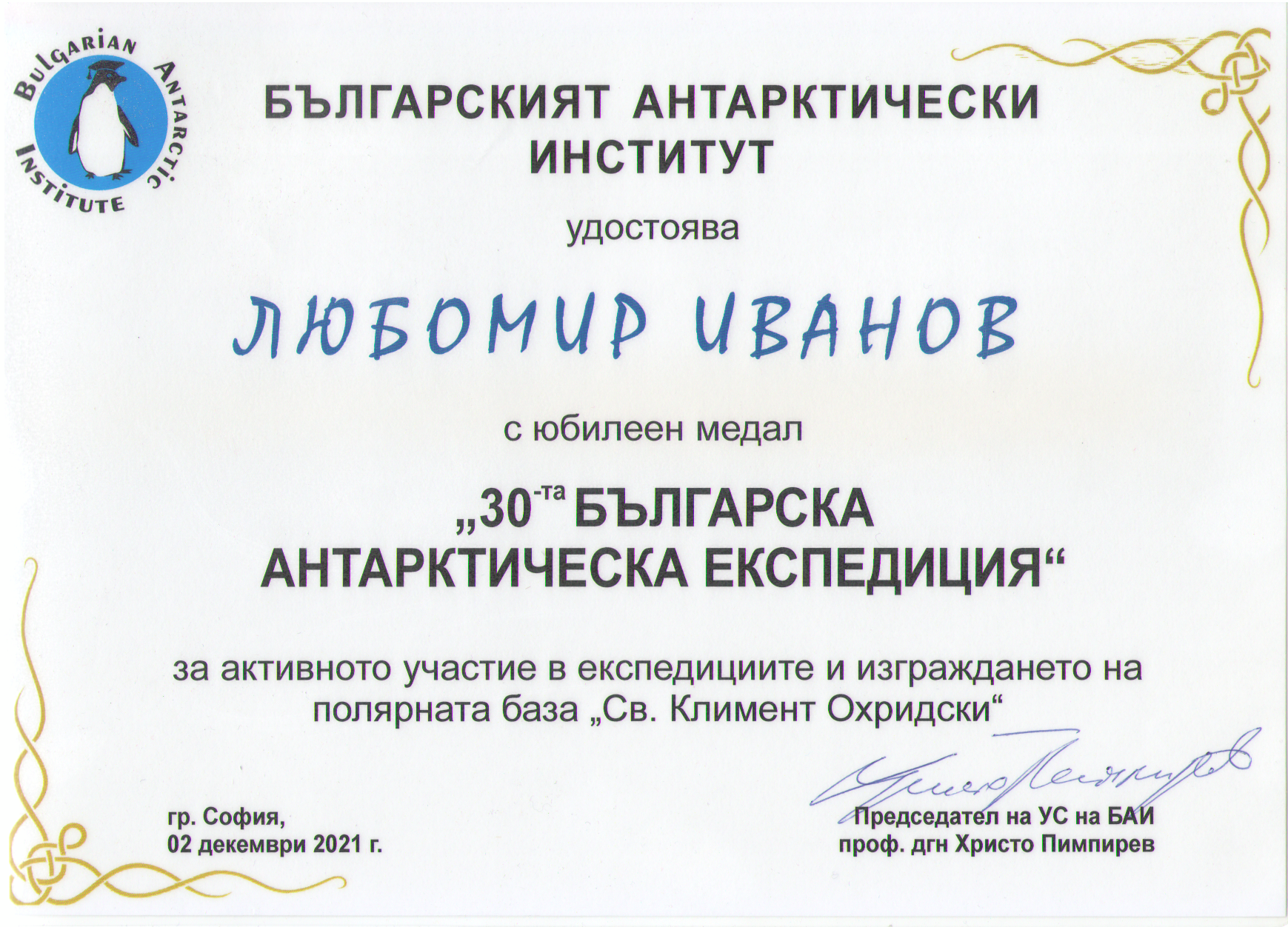
Diploma de conmemoración de la 30ª expedición antártica búlgara, otorgado por el Instituto Antártico Búlgaro el 2 de diciembre de 2021 a Lyubomir Ivanov por su participación activa en las expediciones y en la construcción de la base polar de San Clemente de Ohrid.

Ivanov ha participado en varias expediciones a la Antártida. En el 2004, Ivanov era el líder de la expedición topográfica búlgara Tangra 2004/05, que se observó como un evento de línea de tiempo en la exploración antártica.

## Obras
- Ivanov, L.L. Algebraic Recursion Theory. Chichester, West Sussex: Ellis Horwood; and New York: John Wiley & Sons, 1986. 256 pp. ISBN 978-0-13-026907-2; ISBN 978-0-7458-0102-5
- Ivanov, L.L. Charter ’89 for Preservation of the Bulgarian Nature Heritage.  Independent Society of Ecoglasnost, Club for Glasnost and Restructuring, and Wilderness Fund Bulgaria.  Sofia, 1989.
- Ivanov, L. and M. Milouchev. Draft parliamentary decision for the full EU (EC) membership of Bulgaria. Sofia, 1990. (en búlgaro) (Traducción en inglés)
- Ivanov, L.L. Toponymic Guidelines for Antarctica. Antarctic Place-names Commission of Bulgaria.  Sofia, 1995.
- Ivanov, L.L. St. Kliment Ohridski Base, Livingston Island.  1:1000 scale topographic map.  Antarctic Place-names Commission of Bulgaria.  Project supported by the Atlantic Club of Bulgaria and the Bulgarian Antarctic Institute.  Sofia, 1996. (en búlgaro)
- Popov, S. et al. NATO's Global Mission in the 21st century.  1998–99 NATO Manfred Wörner Fellowship.  Sofia: Atlantic Club of Bulgaria, 2000.  123 pp.
- Ivanov, L.L.  Platek Spaces, Fundamenta Informaticae.  44 (2000).  145–181.
- Ivanov, L.L.  Boldface recursion on Platek Spaces. Fundamenta Informaticae.  44 (2000).  183–208.
- Ivanov, L.L. On the Romanization of Bulgarian and English. Contrastive Linguistics, XXVIII, 2003, 2, pp. 109–118. ISSN 0204-8701; Errata, id., XXIX, 2004, 1, p. 157.
- Ivanov, L.L. Antarctica: Livingston Island and Greenwich Island, South Shetland Islands (from English Strait to Morton Strait, with illustrations and ice-cover distribution).  1:100000 scale topographic map.  Antarctic Place-names Commission of Bulgaria.  Sofia, 2005.
- Ivanov, L. A Wider Atlantic: Further integration of the Wider Middle East and Russia in the framework of Euro-Atlantic Structures. Freedom & Union Vol. I, No. 2, Summer 2006. pp. 16–18. (en inglés)
- Ivanov, L.L. The role of immigration for the demographic and national development of Bulgaria in the 21st century, in: Towards New Immigration Policies for Bulgaria.  Sofia: Manfred Wörner Foundation, 2006.  54 pp.  (en búlgaro, resumen inglés)  ISBN 978-954-92032-1-9
- Ivanov, L. et al.  Bulgaria: Bezmer and adjacent regions – Guide for American military.  Sofia: Multiprint Ltd., 2007.  40 pp. ISBN 978-954-90437-8-5
- Ivanov, L. and V. Yule.  Roman Phonetic Alphabet for English.  Contrastive Linguistics.  XXXII, 2007, 2.  pp. 50–64.
- Ivanov, L. et al. Bulgarian Policies on the Republic of Macedonia: Recommendations on the development of good neighbourly relations following Bulgaria’s accession to the EU and in the context of NATO and EU enlargement in the Western Balkans.  Sofia: Manfred Wörner Foundation, 2008. 80 pp. (Publicación trilingüe en búlgaro, macedonio e inglés) ISBN 978-954-92032-2-6
- Ivanov, L.L.  There Is Simply No Way of Joining Those Clubs Other Than by Accepting Their Rules, in: Changing Balkans: Macedonia on the Road to NATO and EU.  11th International Conference, 20–21 de febrero de 2009, Ohrid.  Sofia: Balkan Political Club Foundation, 2009. ISBN 978-954-91623-7-0
- Ivanov, L.L. Antarctica: Livingston Island and Greenwich, Robert, Snow and Smith Islands. Scale 1:120000 topographic map. Troyan: Manfred Wörner Foundation, 2010. ISBN 978-954-92032-9-5 (First edition 2009. ISBN 978-954-92032-6-4)
- Ivanov, L.L. Bulgaria in Antarctica. South Shetland Islands. Sofia: Manfred Wörner Foundation, 2009. 16 pp., with a folded map. ISBN 978-954-92032-7-1
- Ivanov, L.L.  Falklands and Crimea the new cold war. Penguin News Falkland Islands, Vol. 25 No. 46, 2 de mayo de 2014. p. 7.
- Ivanov, L. and N. Ivanova. Antarctic: Nature, History, Utilization, Geographic Names and Bulgarian Participation. Sofia: Manfred Wörner Foundation, 2014. 368 pp. (en búlgaro) ISBN 978-619-90008-1-6 (Second revised and updated edition, 2014. 411 pp. ISBN 978-619-90008-2-3)
- Ivanov, L. General Geography and History of Livingston Island. In: Bulgarian Antarctic Research: A Synthesis. Eds. C. Pimpirev and N. Chipev. Sofia: St. Kliment Ohridski University Press, 2015. pp. 17-28. ISBN 978-954-07-3939-7
- Ivanov, L. Antarctica: Livingston Island and Smith Island. Scale 1:100000 topographic map. Manfred Wörner Foundation, 2017. ISBN 978-619-90008-3-0
- Ivanov, L. Streamlined Romanization of Russian Cyrillic. Contrastive Linguistics. XLII (2017) No. 2. pp. 66-73. ISSN 0204-8701
- Ivanov, L. Demographic priorities and goals of the Government Program 2017–2021. Presentation at the round table Demographic Policies and Labour Mobility organized by the Ministry of Labour and Social Policy, and the State Agency for the Bulgarians Abroad. Sofia, 19 de septiembre de 2017. 4 pp. (en búlgaro e inglés)
- Ivanov, L. Measures to solve demographic problems. Business Club Magazine. Issue 11, 2017. pp. 18-20. ISSN 2367-623X (en búlgaro e inglés)
- Ivanov, L. Bulgarian Names in Antarctica. Sofia: Manfred Wörner Foundation, 2019. 525 pp. (en búlgaro) ISBN: 978-619-90008-4-7 (Second revised and updated edition, 2021. 539 pp. ISBN 978-619-90008-5-4)
- Ivanov, L.L. Kissinger’s Plan for Ukraine Revised.  In: Russia-Ukraine War: Consequences for the World. Ed. V.V. Marenichenko. Proceedings of the International Scientific and Practical Internet Conference, Dnipro, Ukraine, 28-29 de abril de 2022. pp. 34–36. ISBN 978-617-95229-3-2 (ilustrado, en inglés) (en búlgaro)
- Ivanov, L. and N. Ivanova. The World of Antarctica. Generis Publishing, 2022. 241 pp. ISBN 979-8-88676-403-1
- Kamburov A. and L. Ivanov. Bowles Ridge and Central Tangra Mountains: Livingston Island, Antarctica. Scale 1:25000 map. Sofia: Manfred Wörner Foundation, 2023. ISBN  978-619-90008-6-1
- Ivanov, L. Antarctic place names. LIK Magazine, June 2023. pp. 89-96 (in Bulgarian) ISSN 0324-0444